# ادواردو پائولوتسی
ادواردو پائولوتسی (ایتالیایی: Eduardo Paolozzi؛ زادهٔ ۷ مارس ۱۹۲۴ – درگذشتهٔ ۲۲ آوریل ۲۰۰۵) مجسمه‌ساز، هنرمند تجسمی و استاد دانشگاه ایتالیایی‌تبار اهل اسکاتلند بود که عموماً به عنوان یکی از پیشگامان هنر پاپ به‌شمار می‌رود.
از فیلم‌هایی که وی در آن‌ها نقش داشته است، می‌توان به با هم اشاره نمود.
او برندهٔ جوایزی همچون مدال گوته شده‌است.

## نگارخانه

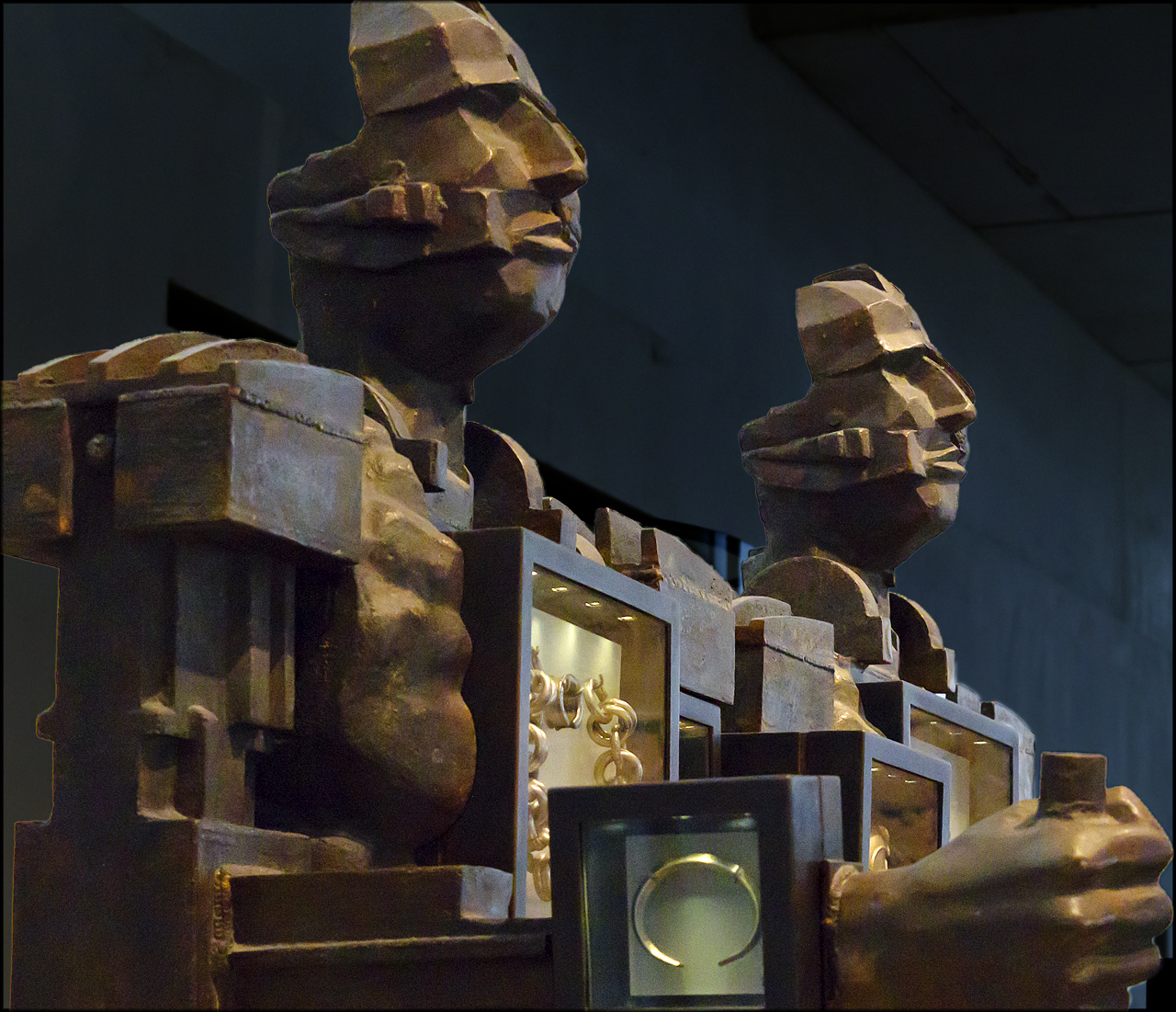
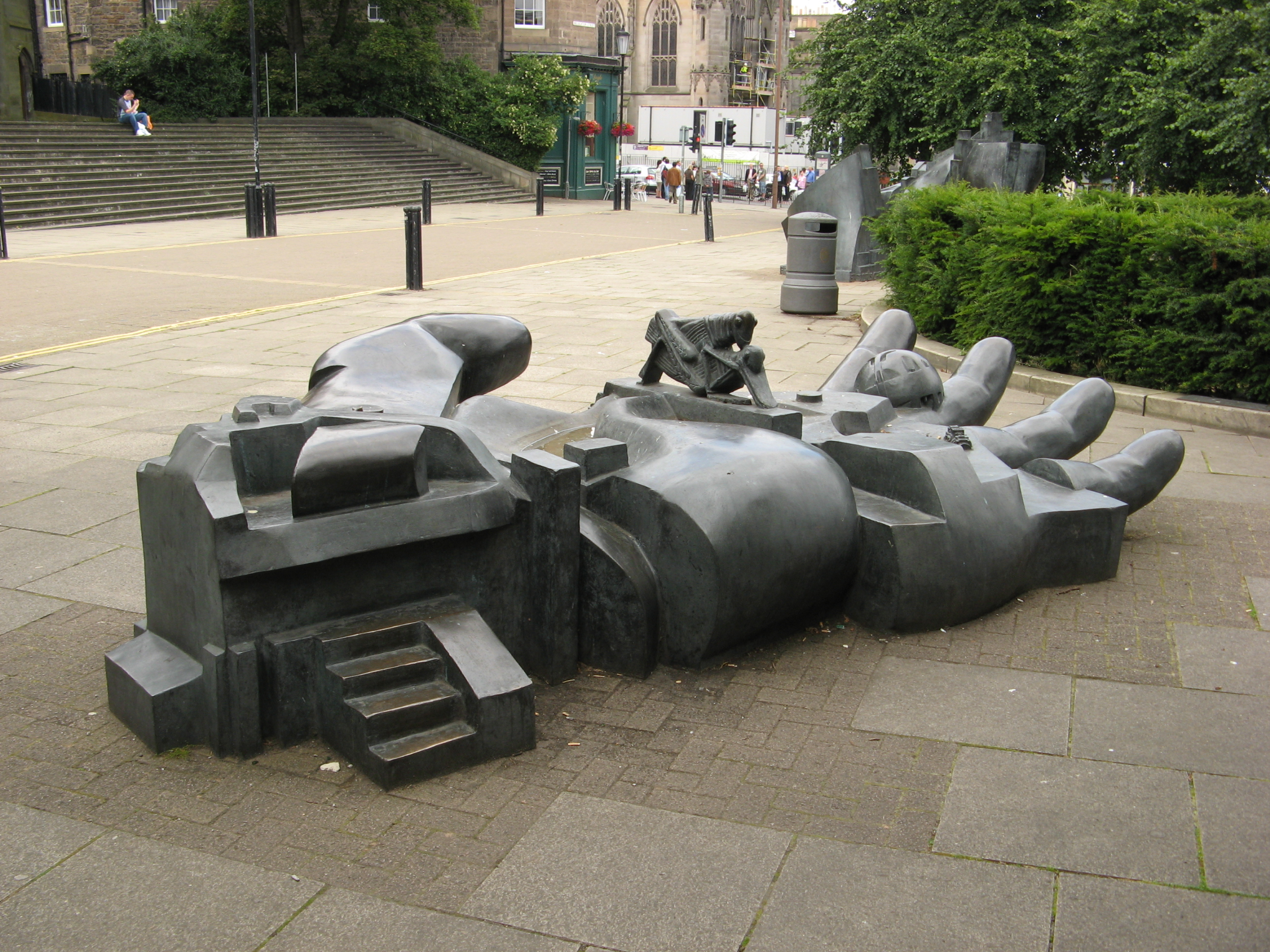
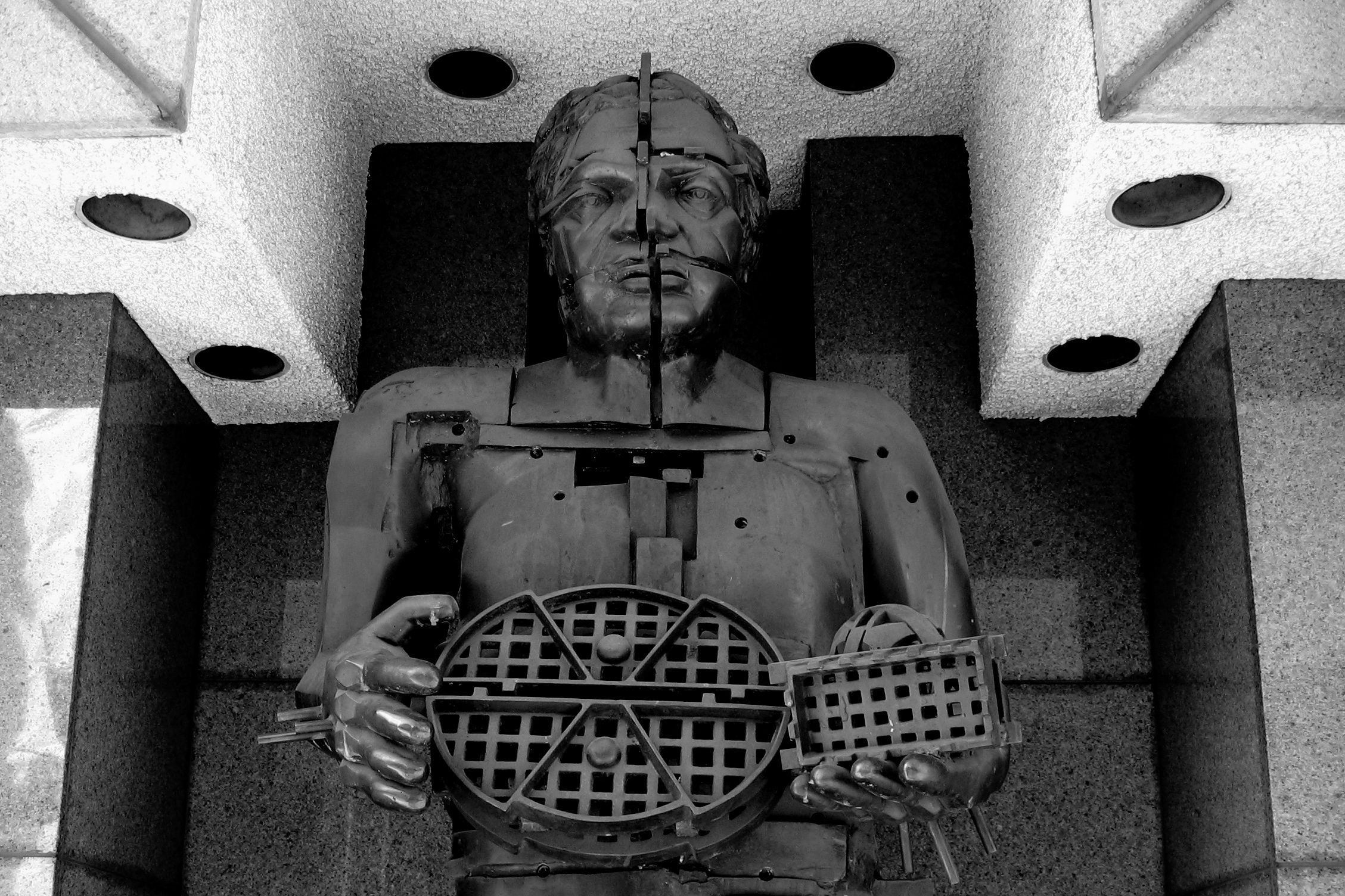
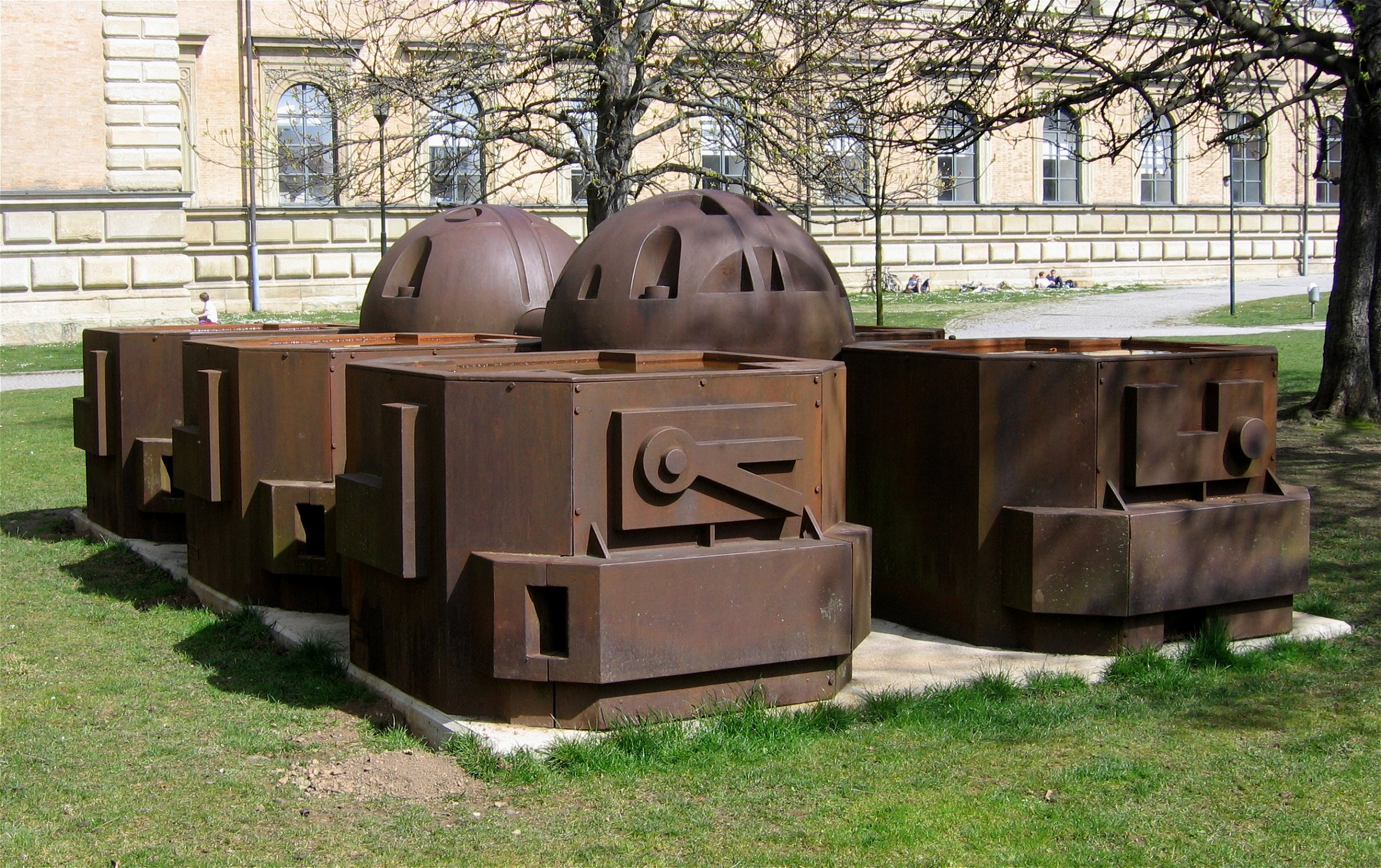
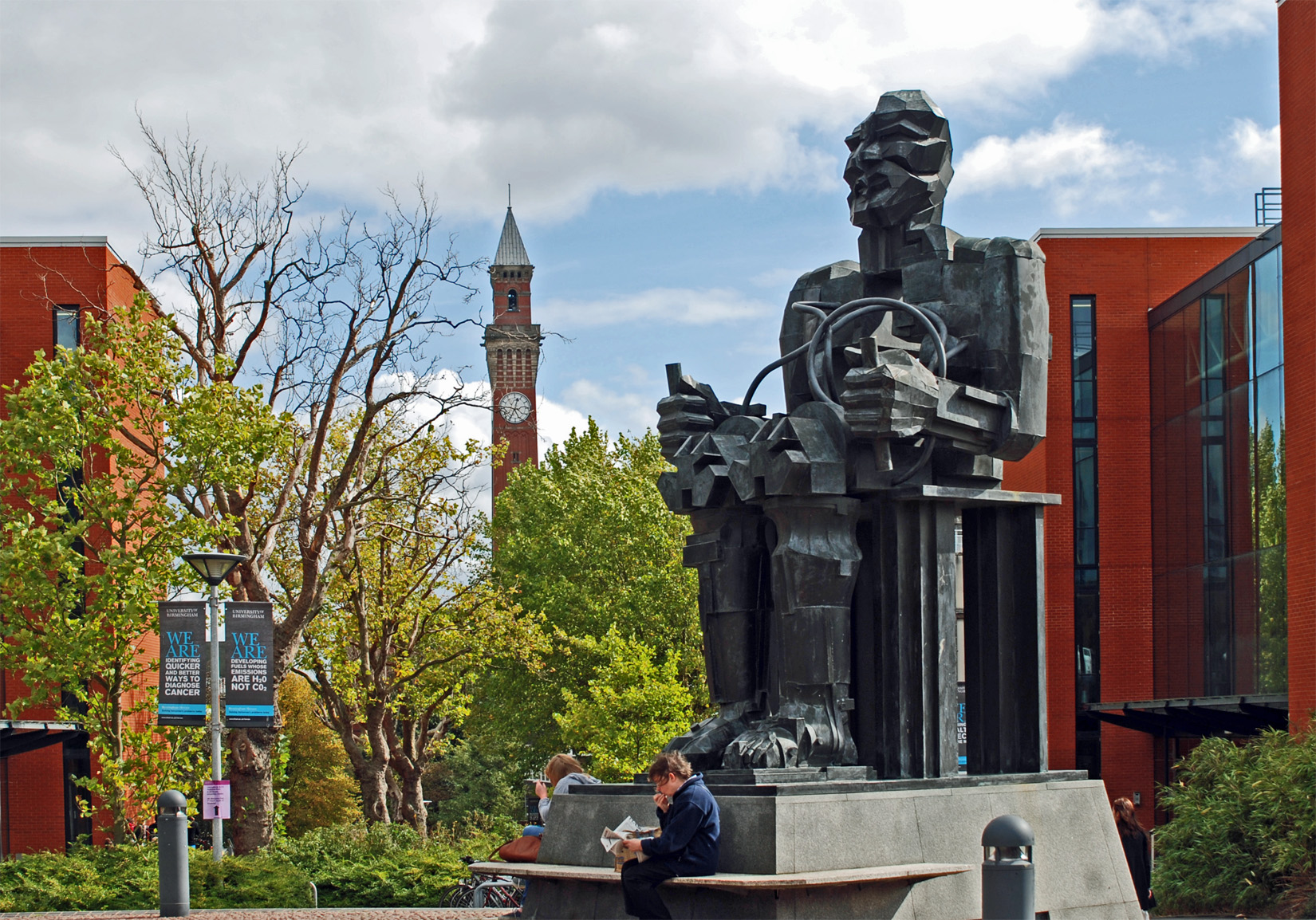
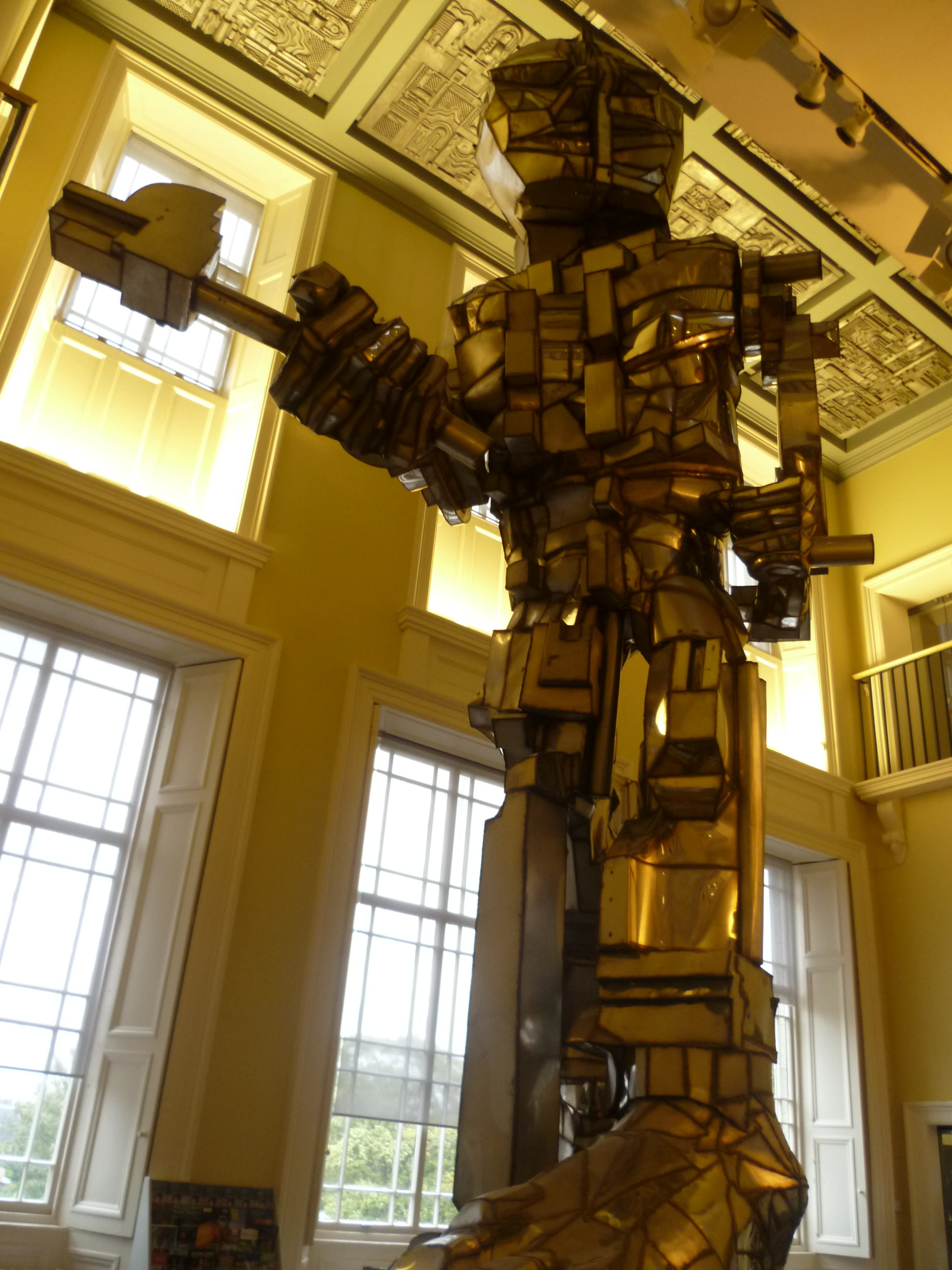